# Spoorlijn Mézidon - Trouville-Deauville
De Spoorlijn Mézidon - Trouville-Deauville is deels opgebroken een Franse spoorlijn van Mézidon Vallée d'Auge naar Deauville. De volledige lijn was 48,8 km lang en heeft als lijnnummer 379 000.

## Geschiedenis
De lijn werd in verschillende gedeeltes geopend door de Compagnie des chemins de fer de l'Ouest. Tussen Mézidon en Dives-Cabourg op 14 juni 1879, tussen Dives-Cabourg en Houlgate en tussen Villers-sur-Mer en Trouville-Deauville op 18 september 1882 en tussen Houlgate en Villers-sur-Mer op 20 juli 1884.
Tussen Mézidon en Dives-Cabourg werd het personenvervoer opgeheven op 1 maart 1938. Op 3 november 1969 werd ook het goederenvervoer op dit gedeelte opgeheven. 

## Treindiensten
De SNCF verzorgt het personenvervoer op dit traject met TER treinen.
| Serie      | Treinsoort | Route                               | Bijzonderheden |
| ---------- | ---------- | ----------------------------------- | -------------- |
| TER 852400 | TER (SNCF) | Trouville-Deauville – Dives-Cabourg |                |

## Aansluitingen
In de volgende plaatsen is of was er een aansluiting op de volgende spoorlijnen:
Mézidon
RFN 366 000, spoorlijn tussen Mantes-la-Jolie en Cherbourg
RFN 430 000, spoorlijn tussen Le Mans en Mézidon
Dozulé-Putot
RFN 380 000, spoorlijn tussen Caen en Dozulé-Putot
Trouville-Deauville
RFN 390 000, spoorlijn tussen Lisieux en Trouville-Deauville

## Galerij

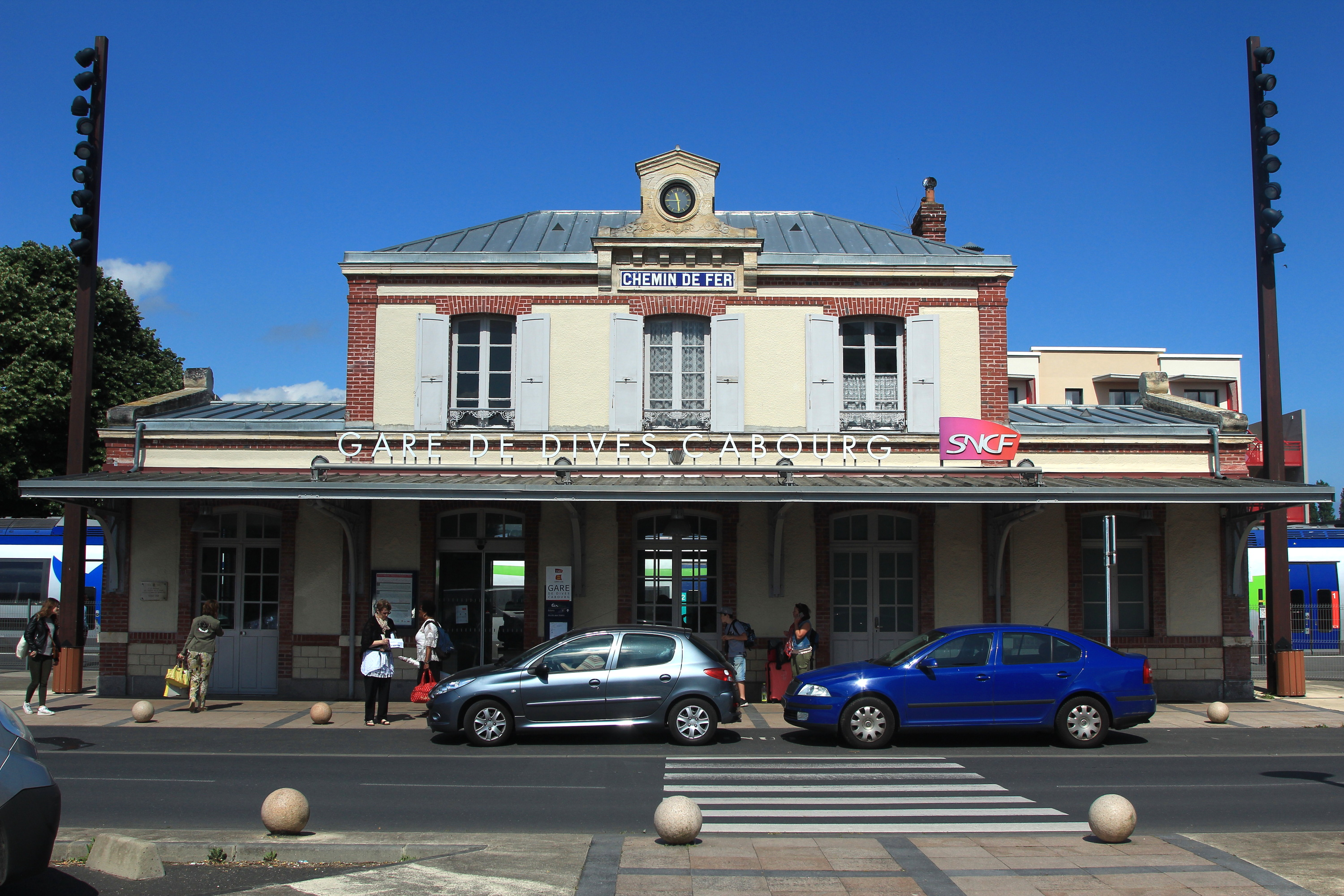
Station Dives-Cabourg
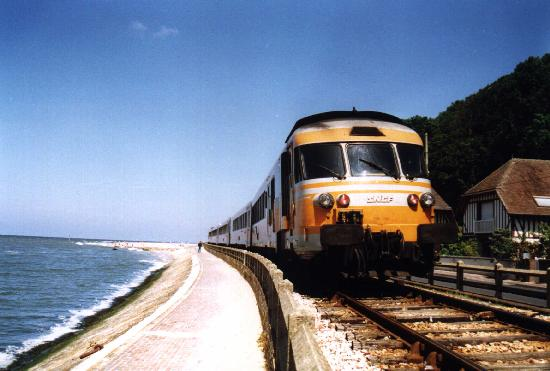
Turbotrein in Houlgate in 1989
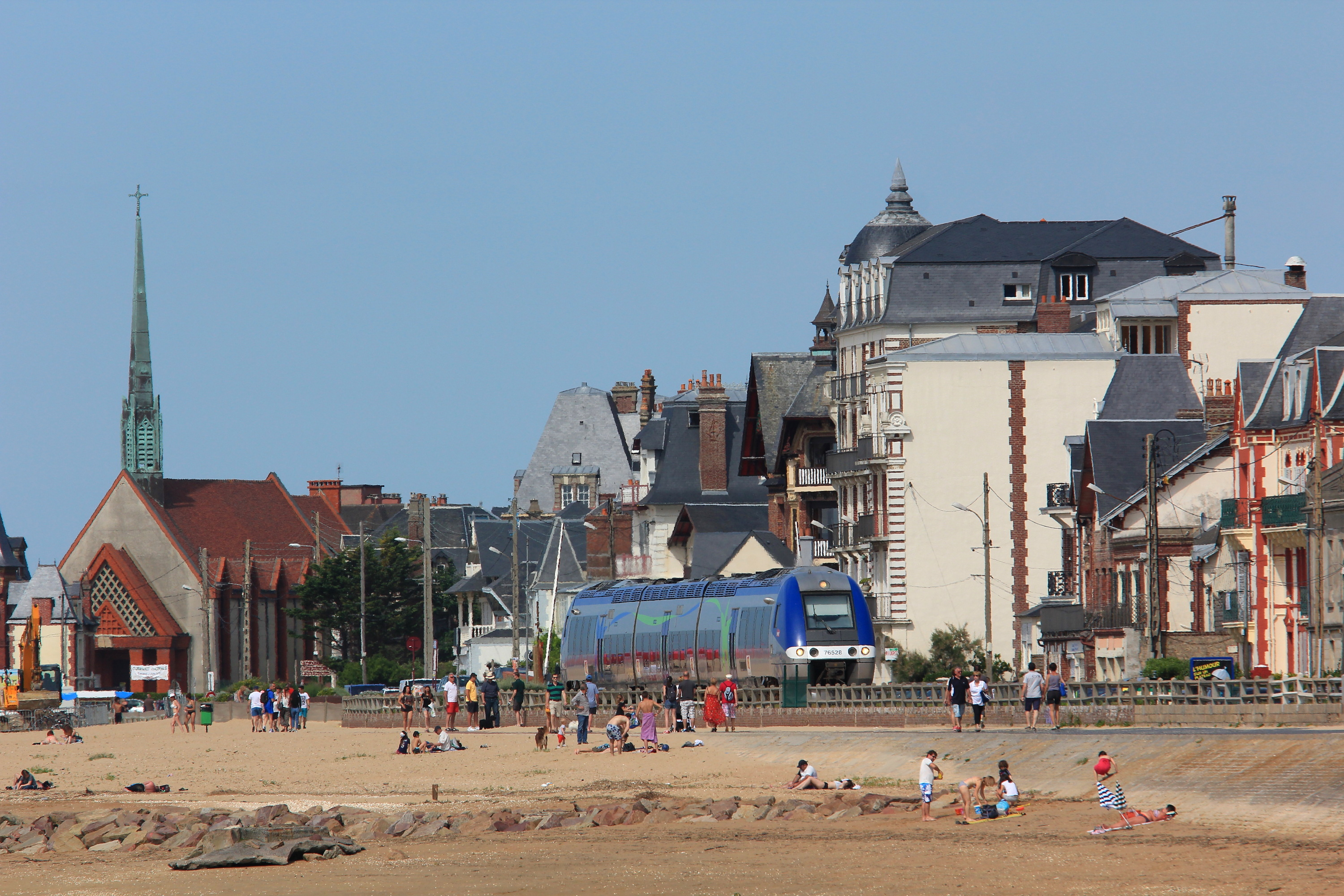
Trein in Houlgate in 2017
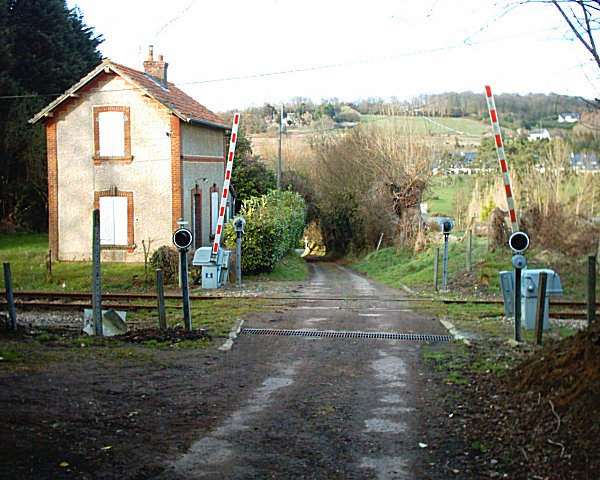
Spoorwegovergang tussen Houlgate en Gonneville-sur-Mer
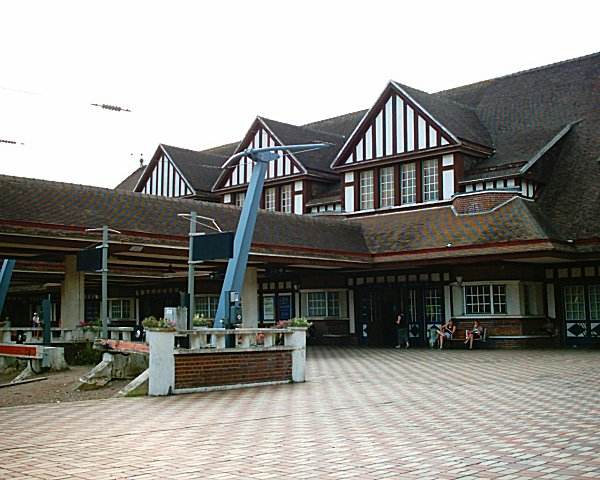
Station Trouville-Deauville